# Triommatomyia barnesi
Triommatomyia barnesi är en tvåvingeart som beskrevs av Boris Mamaev 1961. Triommatomyia barnesi ingår i släktet Triommatomyia och familjen gallmyggor. Inga underarter finns listade i Catalogue of Life.